# Ganggrab im Ljunghög

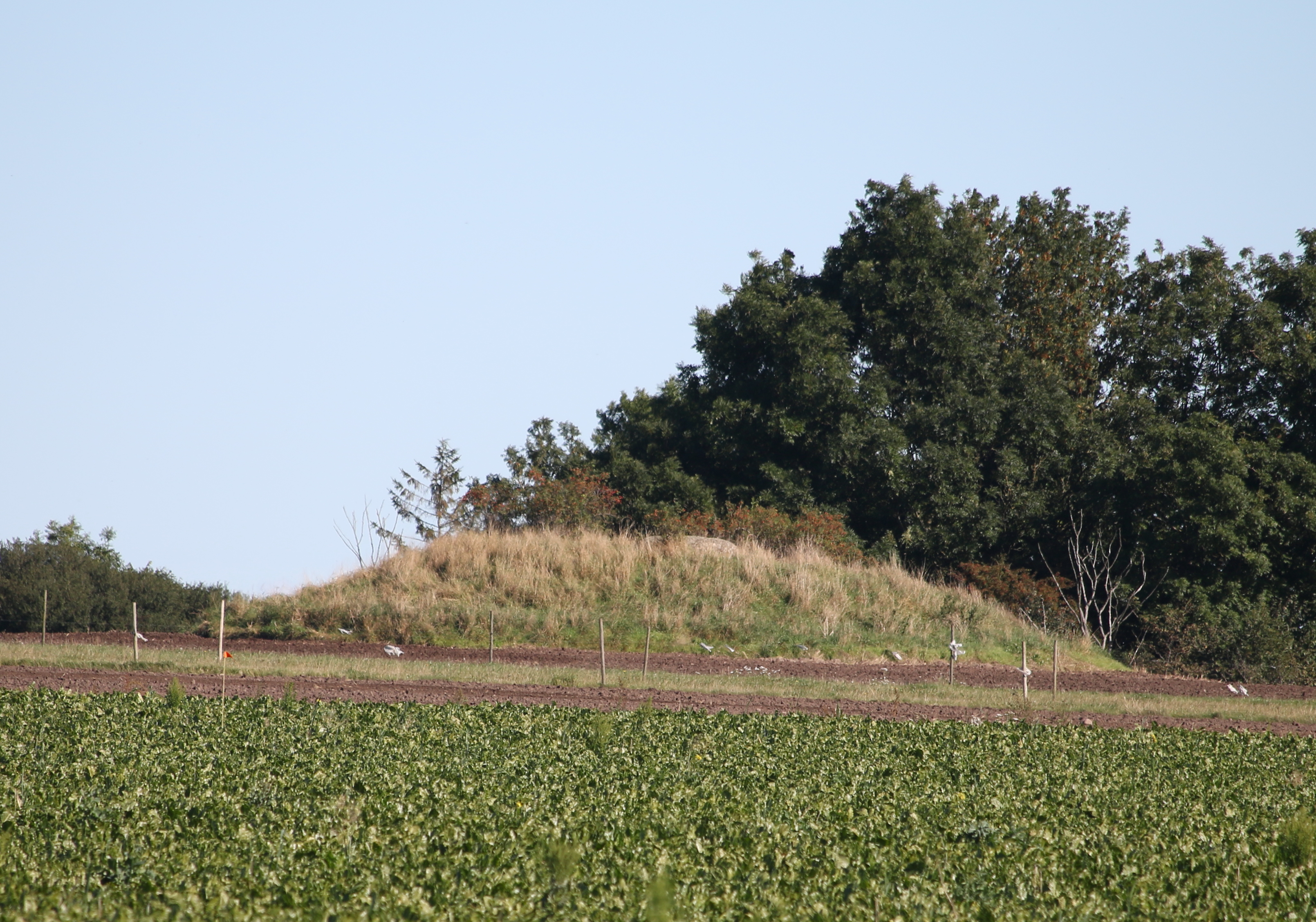
Ljunghög

Das Ganggrab im Ljunghög (auch Ganggrab von Hög genannt; RAÄ Nr. Hög 2:1) im Weiler Hög, nördlich der Lödde Å, westlich von Furulund bei Kävlinge in Schonen in Schweden, liegt in dem etwa 16,0 m breiten und 1,7 m hohen Ljunghög (Hügel), der die Kammer des Ganggrabes (schwedisch Ganggrift) und den nach Südosten gerichteten Gang völlig bedeckt. Die Randsteine des Hügels fehlen.
Die Megalithanlage der Trichterbecherkultur (TBK) entstand zwischen 3500 und 2800 v. Chr. Das Ganggrab ist eine Bauform jungsteinzeitlicher Megalithanlagen, die aus einer Kammer und einem baulich abgesetzten, lateralen Gang bestehen. Diese Form ist primär in Dänemark, Deutschland, Skandinavien sowie vereinzelt in Frankreich und den Niederlanden zu finden.
Die Kammer ist etwa 4,5 m lang, 1,7 m breit und 1,8 m hoch. Es gibt zwischen und partiell auch über den 10 Tragsteinen der Kammer Trockenmauerwerk.
Der hohe etwa 5,5 m lange Gang wird in Richtung Kammer breiter und hat intern zwei Türrahmen. Es gibt sieben Tragsteine auf jeder Seite des Ganges und fünf Decksteine über dem Gang.
In der Kammer wurden verbrannte Knochen und einige Bernsteinperlen gefunden. Im Gang wurden Äxte, Bernsteinperlen, Feuersteinklingen, einige Scherben und spätneolithisches Material mit Fragmenten verbrannter Menschenknochen gefunden. Vor dem Gang lagen 60 Klingen, eine Axt aus Feuerstein und eine große Anzahl von Scherben. Das Ganggrab wurde 1966 erneut ausgegraben und wieder hergestellt, wobei außerhalb des Ganges weitere Topfscherben und verbrannte Knochen gefunden wurden.
1919 wurde bei einer Ausgrabung festgestellt, dass über der jungsteinzeitlichen Kammer ein bronzezeitlicher Grabhügel aufgeworfen worden war.
2016 wurde bei einer Restaurierung durch Svend Illum Hansen und Jacob Noe Bovin datierbares Material gefunden.
Der Gillhög liegt 2,7 km entfernt und das Ganggrab Storegården oder Manhögarna (auch Barsebäck 3:1) liegt etwa 5,7 km westlich bei Loddeköpinge.

## Weiterführende Literatur
- Christopher Tilley: The Dolmens and Passage Graves of Sweden. An Introduction and Guide. Institute of Archaeology, University College London, London 1999, ISBN 9780905853369.